# Каталитическая горелка
Каталитическая горелка или беспламенная горелка — разновидность горелки, в которой химические реакции окисления горючего протекают в присутствии катализатора. Такие горелки обычно используются в качестве нагревательных и/или осветительных приборов, а также в химической промышленности.

## Устройство и принцип работы
Основным элементом каталитической горелки является катализатор. Газообразное горючее пропускается через раскаленный проницаемый катализатор обладающий большой поверхностью покрытой специальным составом/веществом - катализатором. Для хорошей работы каталитической горелки необходимо, чтобы поверхность контакта катализатора с поступающим в него горючим была как можно больше. В качестве горючего обычно применяется смесь окислителя и топлива. Окислителем чаще всего является воздух, а топливом горючий газ или пары горючей жидкости. Раскаленный катализатор способствует быстрому и устойчивому протеканию химических реакций превращения горючего в продукты сгорания. Благодаря катализатору основная часть химических реакций горения происходит в непосредственной близости и/или на поверхности катализатора. В результате этого у каталитической горелки может практически отсутствовать открытое пламя. Высокая температура катализатора поддерживается за счет выделяющейся теплоты химических реакций протекающих на его поверхности или вблизи неё. Для обеспечения проницаемости, катализатора газовой смесью он изготавливается из волокнистого материала либо в виде сеток/решеток. Химически активным веществом катализатора обычно является платина или оксид кобальта или хрома. 
Для удешевления катализатора и обеспечения его прочности механической основа катализатора может выполняться из материала не являющегося химическим катализатором - керамики, стали. В этом случае тонким слоем активного вещества катализатора покрывается только поверхность механической основы.
Для запуска каталитической горелки необходимо предварительно разогреть катализатор до его рабочей температуры. Разогрев обычно делается с использованием постороннего источника тепла либо используется саморазогрев в режиме "обычного" пламенного горения (если при горении не образуется копоть).
Для каталитической горелки нежелательно использовать горючее содержащее посторонние примеси или дающее при сгорании твёрдые частицы, так как в результате поверхность катализатора может быстро загрязниться (явление называется «отравление катализатора»), что скажется на её эффективности. Повысить эффективность засорившегося катализатора зачастую можно путём его прокаливания на некоптящем (газовом) пламени или в муфельной печи.
Распространённым топливом для каталитической горелки служат пропан-бутановые смеси либо жидкие топлива — бензины высшей степени очистки (бензин для зажигалок или некоторые сорта нефрасов: C2-80/120 («Галоша») или С3-80/120).

## Область применения
В начале 20-го века каталитические горелки применялись в медицине и в быту для обеззараживания воздуха в помещениях. В настоящее время похожие горелки применяют в быту с целью ароматизации помещений. Также горелки использовались в первую мировую войну для индивидуального обогрева бойцов в полевых условиях.

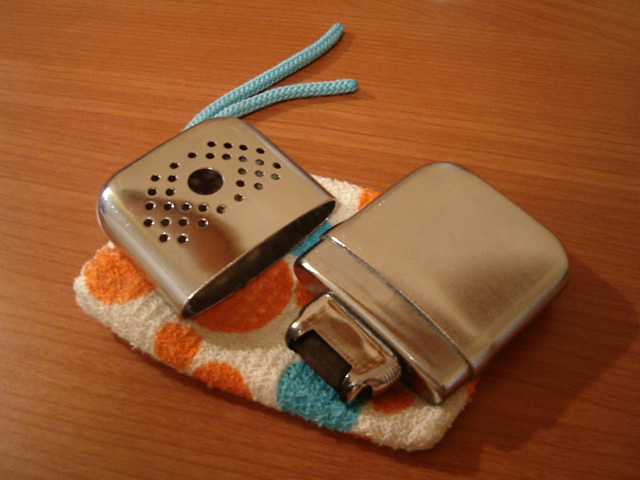
Грелка каталитическая ГК-1. Со снятой крышкой. Виден каталитический патрон

В настоящее время достаточное распространение получили грелки для индивидуального обогрева человека в туристическом походе, на рыбалке, охоте, в условиях, связанных с работой на улице, на зимних видах спорта и так далее. Советской промышленностью выпускалась грелка бензиновая каталитическая ГК-1, которая при полной заправке могла вырабатывать тепло в течение 8—14 часов с температурой до 60 °C, то есть на уровне болевого порога.

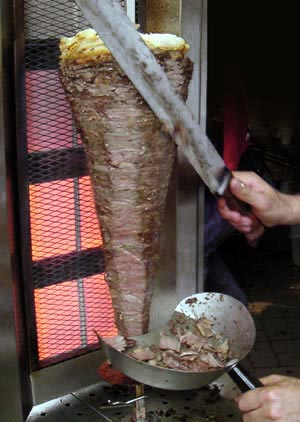
Инфракрасная газовая печка с пористыми матрицами в качестве нагревательных элементов

Более мощные горелки применяются для обогрева помещений, приготовления пищи, в зимнее время для предпускового подогрева двигателей внутреннего сгорания. Отсутствие открытого пламени по сравнению с обычными диффузионными горелками обеспечивает большую безопасность и удобство эксплуатации. В некоторых случаях малая заметность пламени (скрытность) также является важным преимуществом каталитических горелок.